# Jørgen Heidemann
Jørgen Dupont Heidemann (født 27. marts 1946 i Fredericia) er en dansk tidligere håndboldspiller som deltog under Sommer-OL 1972. I alt spillede han 89 landskampe for Danmark, hvor han scorede 183 mål.
Han spillede håndbold for klubben Fredericia KFUM, og var topscorer for klubben i håndboldligasæsonen 1969. I 1976 nåede han finalen af Europa-cuppen, men tabte finalen til Borac Banja Luca. Han debuterede for det danske landshold i december 1967 imod Norge. I 1972 var han med på Danmarks håndboldlandshold som endte på en trettendeplads under Sommer-OL. Han spillede i alle fem kampe og scorede otte mål.